# Protorthoptera
Los protortópteros (Protorthoptera) son un orden extinto de insectos del Paleozoico que representan un taxón cajón de sastre y un ensamblaje parafilético que agrupa varios grupos basales de neópteros. Aparecieron durante el Carbonífero Medio (Serpukhoviano Tardío o Bashkiriense Temprano), convirtiéndose en los insectos alados más antiguos conocidos del registro fósil. Los lóbulos pronotales parecen expandirse para formar un escudo. El grupo incluye a los antepasados de todos los insectos polineópteros.

## Familias y géneros
Protorthoptera
- †Adeloneuridae Carpenter, 1938
  - †Adeloneura Carpenter, 1938
- †Anthracoptilidae Handlirsch, 1922
  - †Anthracoptilus Lameere, 1917
- †Anthracothremmidae Handlirsch, 1906
  - †Anthracothremma Scudder, 1885
  - †Melinophlebia Handlirsch, 1911
  - †Pericalyphe Handlirsch, 1911
  - †Silphion Handlirsch, 1911
- †Apithanidae Handlirsch, 1911
  - †Apithanus Handlirsch, 1911
- †Asyncritidae Handlirsch, 1911
  - †Asyncritus Handlirsch, 1911
- †Blattinopsidae Bolton, 1925 (sinónimo Oryctoblattinidae Handlirsch, 1906)
  - †Blattinopsis Giebel, 1867
  - †Glaphyrokoris Richardson, 1956
  - †Glaphyrophlebia Handlirsch, 1906
  - †Protoblattiniella Meunier, 1912
- †Cheliphlebidae Handlirsch, 1911
  - †Cheliphlebia Scudder, 1885
- †Cymbopsidae Kukalova, 1965
  - †Cymbopsis Kukalova, 1965
- †Epimastacidae
- †Eucaenidae Handlirsch, 1906 (sinónimo Teneopteridae)
  - †Eucaenus Scudder, 1885
- †Hadentomidae Handlirsch, 1906 (sinónimo Hadentomoidea Handlirsch, 1906)
  - †Fabreciella
  - †Fayoliella
  - †Hadentomum Handlirsch, 1906
  - †Palaeocixius
- †Hapalopteridae Handlirsch, 1906 (sinónimo Aenigmatodidae Handlirsch, 1906 & Hapalopteroidea Handlirsch, 1906)
  - †Aenigmatodes Handlirsch, 1906
  - †Hapaloptera Handlirsch, 1906
- †Heteroptilidae Carpenter, 1977
  - †Heteroptilon Carpenter, 1977
- †Homalophlebiidae Handlirsch, 1906
  - †Homalophlebia Brongniart, 1893
  - †Parahomalophlebia Handlirsch, 1906
- †Homoeodictyidae
  - †Homoeodictyon Carpenter, 1992
- †Pachytylopsidae
  - †Pachytylopsis Borre, 1875
  - †Protopachytylopsis Laurentiaux & Laurentiaux-Vieira, 1981
  - †Symballophlebia Handlirsch, 1904
- †Stenoneuridae
  - †Eoblattina Bolton, 1925
  - †Stenoneura Brongniart, 1893
- †Stereopteridae Carpenter, 1950
  - †Stereopterum Carpenter, 1950
- †Strephocladidae Martynov, 1938
  - †Homocladus Carpenter, 1966
  - †Paracladus Carpenter, 1966
  - †Strephocladus Scudder, 1885
- †Stygnidae Handlirsch, 1906
  - †Stygne Handlirsch, 1906
- †Thoronysididae
  - †Thoronysis Carpenter, 1992
- †Incertae sedis
  - †Acridites Germar, 1842
  - †Adiphlebia Scudder, 1885
  - †Agogoblattina Handlirsch, 1906
  - †Anthrakoris Richardson, 1956
  - †Archaeologus Handlirsch, 1906
  - †Archimastax Handlirsch, 1906
  - †Atava Sellards, 1909
  - †Axiologus Handlirsch, 1906
  - †Chrestotes Scudder, 1868
  - †Commentrya Lameere, 1917
  - †Didymophleps Scudder, 1885
  - †Endoiasmus Handlirsch, 1906
  - †Geraroides Handlirsch, 1906
  - †Gyrophlebia Handlirsch, 1906
  - †Hemerista Dana, 1864
  - †Lecopterum Sellards, 1909
  - †Megalometer Handlirsch, 1906
  - †Metacheliphlebia Handlirsch, 1906
  - †Miamia Dana, 1864
  - †Polyetes Handlirsch, 1906
  - †Pruvostia Bolton, 1921
  - †Pseudogerarus Handlirsch, 1906
  - †Pseudopolyernus Handlirsch, 1906
  - †Ptenodera Bolton, 1922
  - †Schuchertiella Handlirsch, 1911